# Ramon Vila Capdevila
Ramon Vila Capdevila (2. dubna 1908 – 7. srpna 1963), někdy přezdíván jako Caraquemada (španělsky: „spálená tvář“), byl katalánský anarchista, člen CNT a guerrillový bojovník.

## Životopis
Vila se narodil v malé vesnici zvané Peguera v Katalánsku. Když byl velmi mladý, zasáhl ho blesk a způsobil mu popálení, díky kterému dostal přezdívku Caraquemada (Spálená tvář). Blesk zabil jeho matku, která se s ním před bouřkou schovávala.
V roce 1932, po účasti na dělnickém povstání, byl Vila uvězněn v Manrese, kde strávil několik let. V roce 1936, byl v Castellón de la Plana pronásledován dvěma důstojníky. Vila a jeho bratranec Ramon Rives na ně začali střílet, ale Rives byl během boje postřelen, stejně jako oba důstojníci. Jeden z důstojníků zemřel. 18. července 1936, se přidal k bojům, jejichž cílem bylo potlačení nacionalistického povstání a později se stal velitelem v jednotkách Carabineros. Vila byl také vedoucí zásobování v továrně ve Figols.

## Poválečné období
Po fašistickém vítězství nad Druhou Španělskou republikou v roce 1939, Vila překročil francouzské hranice a byl internován v koncentračním táboře v Argelés-sur-Mer. Následující rok však uprchl a vrátil se do Španělska, kde založil odbojovou skupinu. Krátce poté se znovu vrátil do Vichistické Francie, aby obstaral zásoby, ale byl zatčen Němci, kteří okupovali Francii. Vila byl uvězněn v Perpignanu, kde strávil jen krátkou dobu předtím, než byl poslán do bauxitového dolu. Brzy byl schopný se přidat k francouzskému odboji, kde využil své zkušenosti s výbušninami k sabotážním operacím. Batalion, jehož byl Vila členem, byl vedený Philippem Leclerc de Hauteclocquem.
Na konci 2. světové války operoval převážně v Katalánsku. Jeho poslední čin před smrtí byl, že zničil vysílače poblíž Manresy 2. srpna 1963.

## Smrt
Vila byl zabit 7. srpna 1963, poté co byl zasažen důstojníky Guardia Civil poblíž hradu v Balsareny. Je pohřbený ve Figols. 15. července 2000, byl na jeho náhrobní desku umístěn text:
Zde leží Ramon Vila Capdevila, militant CNT a katalánský anarchistický bojovník, který se zapojil do proklamace anarchokomunismu, do Španělské občanské války (1936-1939) a francouzského odboje (1939-1945) a dalších 18 let bojoval proti frankismu. Tento epitaf je na památku všech, kteří obětovali své životy za svobodu a anarchistické ideály.